# Михайлов, Борис Андреевич
Борис Андреевич Михайлов (укр. Борис Андрійович Михайлов; род. 25 августа 1938, Харьков, УССР) — советский и украинский художник, фотограф.

## Биография
Борис Михайлов — один из наиболее значимых современных фотографов, инженер-электромеханик по образованию. Свой творческий путь и первые фотографические опыты он начал в Харькове. Его работы стали символами социально-документальной и концептуальной фотографии. 
"...моя фотография началась с середины 60-х, как любительская, и всё время до распада СССР оставалась неофициальной. В каждый промежуток времени я старался говорить о своём важном, которое было “важным“ очень многих. И я думаю, что во всех моих сериях есть чувство времени и ощущение истории, так как в них всегда присутствует социальный портрет: тело, одежда, жест… всё, что несёт в себе признаки времени. Мне выпало «исследовать» советскую жизнь в её последние тридцать, из семидесяти, лет; до полного распада советского государства. И мне кажется, что так долго занимаясь фотографией и рефлексируя на общественные изменения, я, можно сказать, как бы подытоживал советское, возможно, добавляя недостающих штрихов и элементов в историческую летопись. Я думаю, что советская история живет в совокупности официальной фотографической информации и советского андеграунда..."
в 1962 году, по окончании Харьковского Института Коммунального Строительства, едет на Рижский Электро-машиностроительный Завод, потом переводится на Харьковский номерной завод N -201, (завод "Коммунар"), на котором, на общественных началах, делает фильм о заводе. Для изучения истории завода его командируют в Государственный Архив в Белые Столбы, где он знакомится с кино-фото документами Детской Трудовой Колонии для беспризорных имени Макаренко, на месте которой был образован сначала завод ФЭД, а потом завод N- 201, занимающийся космосом. Изучая архивные материалы, работает с документально-социальной фотографией, что влияет на  его приоритеты в  фотографии. Делая фильм о заводе активно снимает, проходя одновременно основы советской официальной фотографии.
В начале 60-х вступает в кино-клуб при областном Доме Художественной Самодеятельности Профсоюзов, в котором ведёт занятия режиссер и журналист Арон Каневский, официально освещавший скандальный судебный процесс над группой харьковских стиляг - «Голубая лошадь». Общение с А.Каневским, его приватные рассказы о процессе над молодыми людьми, которые почувствовав свободу, увлеклись Битлз и рок-н-роллом, и несправедливо за это наказанные, влияют на его восприятие жизни и на фотографию. По времени это совпадает с появлением  цветной диапозитивной плёнки - ORWO CHROM, которая определяет новую фототехнологию, упрощая процесс получения цветного изображения . 
"...так случилось, что мне повезло: у меня получилось «открыть метод», которым я смог легко и быстро  получать изображения. Нечаянно сложив вместе две проявленные диа–плёнки, я увидел как элементарные изображения в сложении дали сложную и необычную картинку, а двигая и меняя комбинации кадров, я  получил очень много изображений, из которых мог выбирать важное (похожие изображения раньше получались при печати двойной экспозицией, но открытый метод позволял мне  делать это проще и быстрее). Из сложенных таким образом слайдов, их было около 300, получилась серия «Вчерашний Бутерброд», которую с начала 70-х, как слайд-шоу, я показывал в фото-клубах под музыку Pink Floyd.
"Эта серия, я думаю, соответствовала  мироощущению советского человека 60-70-х, начинающего осознавать двойственность советской жизни и соответствовала началу изменений в обществе, началу его демократизации. Хрущевская обнажённость проблем дала новое мироощущение и другую возможность съёмки: обнажённость социальных проблем и телесную обнажённость. Это важная для меня серия, после которой я почувствовал себя фотографом..."  
В 2015 году работа Б. Михайлова «Вчерашний бутерброд» — слайд-шоу под музыку Pink Floyd — была представлена на Frieze Masters в Лондоне как пример одной из фототехнологий, разработанных в XX веке.    
Активно занимаясь фотографией и уже имея результат, который даёт уверенность в фотографии, в середине 60-х он переходит из киноклуба в фотоклуб, куда постепенно приходят фотографы, с которыми в 1971 году будет образовано творческое объединение «Время»: Александр Супрун, Геннадий Тубалев, Олег Малёванный, Юрий Рупин, Евгений Павлов.
В мае 1969 года, из-за найденных в фотолаборатории снимков «ню», уволен с завода по статье «о неблагонадёжности». «…Смотреть вы можете (имелись ввиду чешские и ГДРовские фото-журналы), а так снимать вам никто не разрешал!…», — было сказано при увольнении. Личный опыт несправедливости и проблемы с КГБ, по доносу из-за фотографии, вместе с официальной информацией о сталинских репрессиях и лагерях, дают иное понимание советского и его двойственности, понимание возможности преступных ошибок власти. Всё это формирует критическое мышление и критический взгляд в фотографии. 
После увольнения с завода устраивается на работу в «Водоканал проект», сначала инженером, а потом заведующим фотолабораторией. Тогда же начинает заниматься луриками и собирать чужую домашнюю фотографию. Из чего впоследствии делает серию «Лурики» и, используя тот же метод покраски уже для своих фотографий, серию «Соцарт». Работая в «Водоканал проекте» снимает институт, сотрудников и ездит на проектируемые институтом объекты по всей стране. 
С середины 70-х часто ездит в Литву, где тесно общается с литовскими фотографами (Шашкусом, Балчикусом, Андришеявичусом, Кунчюсом...) и особенно близко сходится с Витасом Луцкусом. О приездах  Б. Михайлова на Фото-Фестивали в Ниду вспоминает Laima Skeivene в книге "Фотография и Перестройка "(1989), которая пишет  о том, что не было спроса на настоящий реализм, не говоря уже о иронии и гротеске работ Б. Михайлова, который первым столь фундаментально раскрыл абсурдность многих форм советской жизни, дисперацию отчуждённости и чувство леденящего бессилия, и вне влияния  которого невозможно было бы представить волну нового реализма, поднявшуюся в литовской фотографии 80-х годов.   
Стараясь найти культурную среду для обсуждения своей фотографии, показывает  работы операторам, режиссерам, поэтам…( Юрий Ильенко, Отар Иосилиани, Владимир Высоцкий, Эльдар Рязанов, Григорий Рерберг, Андрей Вознесенский ...), которые приезжают в Харьков и сам  часто ездит в Москву.
В конце 70-х знакомится, а потом тесно общается с художниками московского концептуализма: с Иваном Чуйковым, Владимиром Янкилевкий, Эриком Булатовым, Эдуардом Гороховским и, особенно, с Ильей Кабаковым, который  сразу принимает его работы и широко  открывает двери своей мастерской. Эти общения и разговоры меняют  переосмысление произведения искусства .В фотографии этого периода Михайлов больше концентрируется на концептуальности . Делает три книги с текстами : “Вертикальные картинки и Горизонтальные Календари”, 1980 (рассказ), “Вязкость”,1982(поэзия), “Неоконченная диссертация”, 1984 (манифест фотографии,в 1997 отмечена премией- Альберта Ренгера-Патча). Общение с Ильей Кабаковым продолжается до сих пор. 
В серии "Бердянск, пляж, воскресенье, с 11:00 до 13:00.", 1981, Михайлов  продолжает свой поиск и исследование "среднего советского человека", открывает для себя   метод   параллельных ассоциаций, которым будет пользоваться и в других сериях: "У Земли", "Сумерки "... .
" … "Метод параллельных ассоциаций «- это когда снятое сегодня изображение похоже на снятое давно, как бы говоря, где мы находимся .Так фотография этой серии напомнила мне изображения снятые в Америке во время Великой Депрессии, как бы отбрасывая нашу жизнь на 50 лет назад…». 
В 1987—1989 входит в состав московской группы «Непосредственная фотография», вместе с Александром Слюсаревым, Игорем Мухиным, Ильей Пиганов, Алексеем Шульгиным, Андреем Безукладниковым, Сергеем Леонтьевым и Владиславом Ефимовым.
С началом перестройки Б. Михайлов вместе с другими фотографами, представляющими советскую неофициальную фотографию: Алексеем Шульгиным,Владимиром Куприяновым, Сергеем Леонтьевым, Интой Рука, Вячеславом Тарновецким, Георгием Пинхасовым, Лялей Кузнецовой, Витасом Луцкусом, Владимиром Филоновым, Александром Трифоновым,  Юрием Рыбчинским, Антанасом  Суткусом, Александром Лапиным ...впервые  печатается  в книгах: "Another Russia, Through the eyes of the new Soviet photographers" (1986) и "Die Zeitgenössische Photographie in der  Sowjetunion" (1988) и участвует  в выставках : в Museum of Contemporary Art, Oxford, Great Britain (1986) ;Museum of Photography, Lausanne, Switzerland (1988);  Museum of Photography, Odense, Denmark (1988) и Kulturhuset, Stockholm (1989)...     
В 1989 к Борису Михайлову, в Харьков, приезжает Иван Дыховичный, который снимает фильм о советской неофициальной фотографии для Фото-Фестиваля в Арле, Франция. Фильм был назван по ранней работе Б. Михайлова — «КРАСНАЯ СЕРИЯ», (1968-75). Вместе с этой и другими сериями Б. Михайлова, в фильме много работ харьковских фотографов, с которыми, как вспоминает И. Дыховичный, тот его знакомил. 
"...возьмем, к примеру, «Красную серию», я думаю, что её признание произошло именно из-за «исторической ценности» этой работы, поскольку она возникла из внутренней потребности компенсировать, выровнять систему образов. Вся информация в то время  сводилась к мотиву героизации  советского человека.  Идеальным визуальным образом  был  молодой человек с  красивым и  умным лицом, с ребёнком на плече, и рядом с которым шагала  счастливо улыбающаяся молодая женщина. В моей «Красной серии» герой другой. Там тоже демонстрация, но на фоне красных полотнищ тяжёлые, не истощённые «умственными упражнениями», лица люмпен-пролетариата .Его присутствие  добавляет недостающий для меня  элемент правды. И, главное, что  этого было много ...". 
Считая одной из главных  задач для художника рефлексию на время и место, в котором живешь, “здесь и сейчас”, Б. Михайлов  в девяностые и нулевые  продолжает наблюдение за общественными трансформациями советского и постсоветского пространства. Делает серии “У Земли” (1991), “Сумерки” (1993), “История болезни” (1997-1998), “Чай, кофе, капучино”(2000-2010).
В 1996 за серии "У Земли" и "Сумерки" Борис Михайлов получает Coutts Contemporary Art Award (одновременно с Per Kirkeby и  Andrea Zittel). И почти одновременно печатаются книги: "У Земли" и "Сумерки", 1996 ;"Неоконченная Диссертация",1998; и "История Болезни", 1999.                                                               В 2001 книга "История Болезни" получает "Kraszna-Krausz Book Awards, London, England", как лучшая книга по фотографии.
Важной частью современного искусства считаются его работы «История болезни». В этом цикле он исследует последствия развала Советского Союза для людей, живущих в тех условиях. Он  снимал бездомных и потерянных, которые доверяли ему и соглашались на откровенные фото. Более 500 фотографий изображают людей, которые после развала Советского Союза не смогли найти своё место в жизни. Борис Михайлов откровенно и прямо критикует «маску красоты», анализирует стихийное неприятие постсоветского капиталистического образа жизни. Это один из самых знаковых и лучших циклов его работ, которые стали признанными мировыми шедеврами социальной документальной фотографии.
C начала девяностых его работы активно выставляются  в музеях  . В 1991 принимает участие в  престижной интернациональной  выставке в Carnegia Museum of Art Питтсбурга, США, вместе с такими художниками, как On Kawara, Bruce Nauman, Christian Boltanski,Louise Bourgeois, Katharina Fritsch, Hiroshi Sugimoto, Richard Serra, Juan Munoz, Ilya Kabakov, Richard Avedon, Sophie Calle, Allan McCollum…. 
В 1993 году МоМа приобретает в коллекцию  и показывает на выставке "New Photography 9" серию “У Земли” .А в 2011  в МоМа  проходит персональная выставка Бориса Михайлова (на сегодня он единственный художник постсоветского  пространства, кто имел персональную выставку в Музее Современного Искусства, Нью-Йорк, США).
В 1990 персональные выставки Б. Михайлова проходят в Музее Современного Искусства в Тель Авиве и List Visual Arts Center MIT, Cambridge, USA; в 1995 в Музее Портикус, Франкфурт; в 1996 в  Кунтхалле Цюрих и в  Сорос Центре, в Киеве; в 1998 в Центре Фотографии, в Париже и в Стедлик Музее, в Амстердаме, и в Sprengel Museum, Hannover ; в 2001 во всех пяти залах Саачи Галерее, в Лондоне  ;в 2003 в  France Hals Museum и в FotoMuseum Wintertour; в 2004 в IСА Boston; в 2012 в Berlinische Gallery; в 2015 в Мадре Музее, в Неаполь ; в 2019 в Принчук Арт Центре в Киеве и Кутстхалле Баден Баден. 
В 1994 организовывает  "Группу быстрого реагирования" ( вместе с Сергеем Братковым, Сергеем Солонским и Витой Михайловой,совместная  работа -серия "Если бы я был Немцем ", 1994). Также совместные работы были сделаны в творческом содружестве с художниками: Николаем Ридным (серия  «Игры патриотов \ Украинская готика», 2007), Флорианом Меркель (серия "Александр-Плац", 1999) и с Сашей Вайднер (серия “Shooting“, 2007).
2000-2001 учебном семестре, как приглашенный профессор работает  в The Department of Visual and Environmental Studies (VES) at Harvard University,  USA
В 2002-2003 учебном году, как приглашенный профессор работает  в Leizig Art Akademy, Germany.
Борис Михайлов — единственный фотограф пост-советского пространства лауреат международной премии «Хассельблад» (эквивалент Нобелевской премии в области фотографии), которую ему присудили в 2000 году  .                                                                                                                                                                                            
В 2001  получает важную  фотографическую премию  “The City-Bank Private Bank Photography Prize .
В 2015 году был отмечен премией Goslar Kaiserring, которую до него получали такие художники, как Henry Moore, Max Ernst, Joseph Beuys, Richard Serra, Georg Baselitz, Christo, Ilya Kabakov ... В 2008 году избран членом Академии визуальных искусств в Берлине, в 2011 почётный член Украинской Академии Искусств.                                                                             Живёт и работает в Берлине и Харькове.

## Работы находятся в собраниях
- MoMA, Нью-Йорк.
- Метрополитен-музей, Нью-Йорк.
- Тейт Модерн, Лондон.
- Музей Виктории и Альберта, Лондон.
- Музей Стеделик, Амстердам.
- Frans Hals Museum, Haarlem, Holland.
- Тель-Авивский музей изобразительных искусств.
- Пинакотека современности, Мюнхен.
- MUSAC, Леон, Испания.
- Музей Людвига, Кёльн.
- Institute of Contemporary Art, Бостон.
- ICA Chicago.
- Национальный музей искусств, Осака.
- Nationalgalerie in Hamburger Bahnhof, Берлин.
- AGSA, Аделаида.
- Музей Фолькванг, Эссен.
- Берлинская галерея.
- Русский музей, Санкт-Петербург.
- Музей АРТ4, Москва.
- Московский дом фотографии/MAMM.
- Государственный центр современного искусства, Москва.
- Библиотека искусств, Берлин.
- Галерея искусств города Берлина.
- Музей фотографии в Винтертуре, Винтертур.
- Музей Шпренгеля, Ганновер.
- Музей современного искусства, Загреб.
- BMW Bank Collection, Germany.
- DZ Bank Collection, Germany.
- Deutcher Bank Collection, Germany.
- Saatchi Collection, Лондон.
- Pinault Collection
- Art Gallery of South Australia, Adelaïde, SA
- Albertina Museum, Wien, Austria
- Leopold Museum, Wien, Austria
- UnicreditGroup Art Collection, Austria
- MSU Muzej Suvremene Umjetnosti / Museum of Contemporary Art Zagreb, Croatia
- The Finnish Museum of Photography, Helsinki, Finland
- Kiasma — Museum of Contemporary Art, Helsinki, Finland
- Centre Pompidou — Musée National d’Art Moderne, Paris, France
- Collection of the Centre National des Arts Plastiques — CNAP, Paris, France
- FRAC Languedoc — Roussilon, Montpellier, France
- Maison Européenne de la Photographie, Paris, France
- Musée d ́Art Moderne de la Ville de Paris — MAM/ARC, Paris, France
- Berlinische Galerie, Berlin, Germany
- Hamburger Bahnhof — Museum für Gegenwart, Berlin, Germany
- Deutsche Bank, Berlin, Germany
- Museum für Photographie Braunschweig, Germany
- Museum Folkwang Essen, Germany
- Sprengel Museum Hannover, Germany
- Museum Ludwig, Köln, Germany
- Münchner Stadtmuseum, Munich Pinakothek der Moderne, Munich, Germany
- The Israel Museum, Jerusalem,Israel
- Tel Aviv Museum of Art, Israel
- UnicreditGroup Art Collection, Italy
- Castello di Rivara, Centro d’arte contemporane, Rivara,Italy
- Contemporary Art Museum, Kumamoto,Japan
- NMAO National Museum of Art Osaka Toyota Municipal Museum of Art, Japan
- The Netherlands Foam Fotografiemuseum Amsterdam, The Netherlands
- Stedelijk Museum Amsterdam, The Netherlands
- Frans Hals Museum, Haarlem, The Netherlands
- Gemeentemuseum Den Haag, The Hague,The Netherlands
- Russia Art4.ru — contemporary art museum, Moscow, Russia
- Moscow House of Photography, Moscow, Russia
- National Center for Contemporary Art (NCCA), Moscow,Russia
- Tretjakov Gallery, Moscow, Russia
- Moderna Galerija, Ljubljana, Slovenia
- Musac — Museo de Arte Contemporáneo de Castilla y León, Léon, Spain
- Centro de Artes Visuales Helga de Alvear, Cáceres,Spain
- Cal Cego — Colleccion de Arte Contemporaneo, Barcelone, Spain
- CGAC — Centro Galego de Arte Contemporánea, Santiago de Compostela, Spain
- Fotomuseum Winterthur, Winterthur, Switzerland
- Pinchuk Art Centre, Kiev, Ukraine
- MoCP — The Museum of Contemporary Photography, Chicago Jane Voorhies, USA
- Zimmerli Art Museum, New Brunswick USA
- The Metropolitan Museum of Art, New York MoMA — Museum of Modern Art, New York, USA
- San Francisco Museum of Modern Art — SFMOMA, San Francisco,USA

Перечень основных серий Б. Михайлова :
60-е
«Календари»-1967
фотографии, которыми «напишется» серия «Дневник»  (60е/ 2015)
«Приватная серия» 
«Инженеры»
начаты  серии, которые будут закончены в 70-е :
« Сюзи и другие»,
«Вчерашний Бутерброд»
«Красная»
«Город.Чёрный Архив »
«На цветных фонах»
«Танцы»
70-е
заканчиваются серии  начатые в 60-е :
« Сюзи и другие», 
«Вчерашний Бутерброд» 
«Красная » 
«Город.Чёрный Архив » 
«На цветных фонах»
«Танцы»
начаты серии, которые закончатся в 80-е («Двойки», « Лурики», «СоцАрт»…) 
80-е
заканчиваются серии начатые в 70-е («Двойки», «Лурики», «СоцАрт» …) 
«Бердянск Пляж, Воскресенье, с 11:00 до 13:00» - 1981
«Крымский Снобизм» 1982
«Четвёрки»1982/1983
«Вертикальные картинки, Горизонтальные Календари» - 1980
«Вязкость»-1982
«Неоконченная Диссертация»- 1984
«Город без главной улицы» 
«Речная Пастораль»- 1986
«Соляные  Озёра»-1986
«Портфолио : для конкурсов Красоты и Модельного бизнеса» 1986-1992
«Арль,Париж»-1989
90-е
« У  Земли »  -1991
«Портфолио : для конкурсов Красоты и Модельного бизнеса» 1986-1992
«Я не Я» -92/1993
«Сумерки » -1993 
«Посвящение Мендельсону . Еврейские Портреты в Профиль » -1993
«Ящик для 3-х букв » -1994 (с  С. Братков, В. Михайлова )
«Жертвоприношение» -1994 (с  С. Братков, В. Михайлова )
« Если бы я был немцем»- 1994 (с  С. Братков, С. Солонский, В. Михайлова )
«Крымская Фотомания» - 1995
«Караул»- 1995
«Проект Зальцау» -1996
«История Болезни»1997/1998
«Посвящение Man Ray»  1998
« Look at me I look at water » 1997/1998 
«Проект BMW» -1999
00-e
«Футбол Берлин», 2000
«Чай, Кофе, Капучино» 2000-2010 
« TV –Мания»  (90-е - 2002)
«Майорка »2003
«Брайтон, Англия» 2003
«Банзай, Япония» 2006/2007
« Брауншвейг» 2008
«Немецкий Портрет» 2008
10-е
«Промзона» 2011
«Структуры Сумасшествия» 2011
«Когда Мама была молодой»2011 
«Мужской разговор» 2011
«Советский коллективный портрет» 2011
«Автопортреты »2014
«Театр Военных Действий, Акт II, Передышка» 2013/2014
«Дневник» 1960/2015
«Парламент» 2015-2017
«Хирургия »2018 
«Испытание Смертью» 2014-2019 

ПЕРСОНАЛЬНЫЕ ВЫСТАВКИ 
- 2019
- “The Space Between Us”, Kunsthalle Baden- Baden    Germany
- “Before Sleep / After drinking”,C/O Berlin, Germany
- "Temptaion of Death", "Biennale dell’Immagine", Spacio Officina, Chiasso, Swiss
- "Forbidden Image", Pinchuk Art Centre, Ukraine 2019
- Galerie Suzanne Tarasieve, Paris, France
- 2018
- Parliament, Dallas Contemporary, Dallas, USA(Curator: Peter Doroshenko)
- L'âme, un subtil moteur à explosion, CRP/ Centre régional de la photographie, Douchy-les-Mines, France(Curator: Muriel Enjalran)
- Role-playing - Rewriting Mythologies, Daegu Photo Biennale,    Daegu, Korea (Curators: Ami Barak & Hyoyeun Kang)
- Diary, Galerie Barbara Weiss, Berlin, GermanyYesterday's sandwich,
- Sproviere, London, UK
- 2017
- Parliament 2014-17, 57th Venice Biennale, Ukrainian Pavilion, Venice, Italy (Curators: Peter Doroshenko & Lilia Kudelia, Dallas Contemporary)
- 2016
- Fotoarbeiten, Kunstverein Wolfenbüttel, Wolfenbüttel,Germany
- Boris Mikhailov – Ukraine, Fotomuseum Antwerpen, Antwerp, Belgium
- 2015
- Arles, Paris...and, Galerie Suzanne Tarasieve, Paris, France
- BORIS MIKHAILOV: Ukraine, Camera, Centro Italiano per la Fotografía, Turin, Italy
- Yesterday's Sandwich, Galerie OKNO, Stubice, Poland
- Mönchehaus Museum, Goslar, Germany
- Io no sono io, Madre Museum, Naples, Italy
- Profiles and..., Barbara Gross Galerie, Munich, Germany
- Case History, Philara, Düsseldorf, Germany
- 2014
- Men's talk, Guido Costa Projects, Turin, Italy
- 2013
- Boris Mikhaïlov - Four Decades, Dominique Lévy Gallery, New York City, USA
- Die Bücher 1968-201, Sprengel Museum Hannover, Hannover, Germany
- Boris Mikhaïlov - Salt Lake, Galería Casado Santapau, Madrid, Spain
- Unrespectable. Restrospective, Kharkov City Art Gallery, Kharkov, Ukraine
- 2012
- Boris Mikhaïlov, Promzona / Men’s talk, Galerie Suzanne Tarasieve, Paris, France
- Triptychs, Sprovieri gallery, London, United Kingdom
- Time is out of joint. Photographs 1966-2011, Berlinischer Galerie, Berlin, Germany
- Salt Lake, La Criée Centre d’Art Contemporain, Rennes, France (curator : Larys Frogier)
- Boris Mikhaïlov - Tea Coffee Cappuccino, Galerie Suzanne Tarasieve, Paris, France
- Boris Mikhaïlov - I am not I, Galerie Suzanne Tarasieve / LOFT19,      Paris, France
- 2011
- Case History, MoMA, New York, USA
- Boris Mikhaïlov - Tea Coffee Cappuccino, Galerie Barbara Weiss, Berlin, Germany
- Photography Calling, Sprengel Museum, Hannover, Germany
- Boris Mikhailov, Guido Costa Projects, Turin
- 2010
- Yesterday’s Sandwich, Damian Casado, Madrid, Spain
- Utopia and Reality, Kunstverein Rosenheim, Rosenheim, Germany
- "1989. Ende der Geschichte oder Beginn der Zukunft ?," Kunsthalle Wien, Vienna, Austria
- 2009
- "1989. Ende der Geschichte oder Beginn der Zukunft ?," Villa Schöningen, Potsdam, Germany
- «Место, время…» Манеж, Москва (В рамках 3-й Московской биеннале современного искусства)
- Yesterday’s Sandwich, Galerie Suzanne Tarasieve – LOFT19, Paris, France
- Boris Mikhaïlov – Dusk, Deweer Art Gallery, Otegem, Belgium
- 2008
- Red, Brown, Yeaterday's Sandwich, Art4.ru - Музей актуального искусства ART4.RU, Москва.
- «Бриколлаж». ГЦСИ, Москва.
- Fluid Street: Alone,Together, Kiasma Museum of Contemporary Art, Helsinki, Finland
- Boris Mikhaïlov - Look at me I look at water or perversion of repose (1999), Galerie Suzanne Tarasieve, Paris, France
- 2007
- Banzai!, Galerie Barbara Weiss, Berlin, Germany
- Boris Mikhaïlov, Look at me I look at Water, Sprengel Museum, Hannover, Germany
- Boris Mikhaïlov, Barbara Gross Galerie, Munich, Germany
- Boris Mikhaïlov. Yesterday, kunst Meran im Haus der Sparkasse, Meran, Italy
- 2006
- Yesterday’s Sandwich, Shugoarts, Tokyo, Japan
- 2005
- Butterbrot, Galerie Ilka Bree, Bordeaux, France
- Look at me I look at Water, Centre de la Photographie, Geneva, Switzerland
- Look at me I look at water, Suzanne Tarasieve Paris, Paris, France
- 2004
- Palau de la Virreina, Barcelona, Spain
- In the Street, Galerie Barbara Weiss, Berlin, GermanyTV-Mania, Kunstverein Arnsberg, Germany
- Galeria Helga de Alvear, Madrid, Spain
- Institute of Contemporary Art, Boston MA, USA
- 2003
- Boris Mikhaïlov: private Freuden, lastende Langeweile, öffentlicher Zerfall, eine Retrospektive, Fotomuseum Winterthur, Switzerland
- 2002
- The Insulted and the Injured, Pace/MacGill Gallery, New York, USA
- TV Mania, Galerie Barbara Weiss, Berlin, Germany
- TV Mania, Galerie der Stadt Schwaz, Schwaz, Austria
- 2001
- Boris Mikhaïlov: Case History & Heiner Müller Projekt, Haus der Kulturen der Welt, Berlin, Germany
- BildMuseet, Umea, Sweden
- Orchard Gallery, Derry, GB
- The Photographic Museum, Helsinki, Finland
- Saatchi Gallery, London, UK
- 2000
- Boris Mikhaïlov. 2000 Hasselblad Award Winner, Hasselblad Center, Göteburg, Sweden
- Boris Mikhaïlov, The Photographers Gallery, London ;
- Dvir Galerie, Tel Aviv, Israel
- Galerie Barbara Gross, Munich, Germany
- 1999
- By the Ground, Museum of Modern Art, Ljubliana, Slovenia
- Boris Mikhailov, Museo Querini Stampalia, Venice, Italy
- Case History, DAAD Galerie, Berlin, Germany
- Case History and Dance, Scalo Galerie, Zurich, Switzerland
- Boris Mikhailov, Centre National de la Photographie, Paris, France
- 1998
- Boris Mikhailov, Stedelijk Museum, Amsterdam, Netherlands
- Boris Mikhailov: Les Misérables (About the World), Sprengel    Museum Hannover, Hanover, Germany
- Boris Mikhailov, Peri Center of Photography, Turku, Finland
- 1997
- Photomania, DAAD Galerie, Berlin, Germany
- Crimean Grafomania, Galerie in der Brotfabrik, Berlin, Germany
- Boris Mikhailov, Hippolyte Photographie Galerie, Helsinki, Finland
- 1996
- Boris Mikhailov, Kunsthalle Zürich, Zurich, SwitzerlandBoris
- Mikhailov – A Retrospective, SCCA, Soros Center of    Contemporary Art, Kiev, Ukraine
- 1995
- Boris Mikhailov, Portikus, Frankfurt/Main, Germany
- After the Fall, The Institute of Contemporary Art, Philadelphia, USA
- 1994
- «У земли», XL Галерея, Москва
- Hotel Europa, Foto Festival Rotterdam, Rotterdam, Netherlands
- Boris Mikhailov, Perspektief Photographic Center, Rotterdam, Netherlands
- «У земли», XL Галерея, Москва
- 1992
- Boris Mikhailov: Werke von 1970–1991, Forum Stadtpark, Graz, Austria
- 1990
- Boris Mikhailov, Museum of Contemporary Art, Tel Aviv, Israel
- Boris Mikhailov: Arles – Paris 1989, Signalhallen, Armémuseum, Stockholm, Sweden
- The Missing Picture, Alternative Zeitgenössische Fotografie aus der Sowjetunion, List Visual Arts Center, MIT, Cambridge, USA
- Boris Mikhailov, Union Bank Collection, Helsinki, Finland

GROUP EXHIBITION 
2020 
The Missing Planet, Visions and re-visions of 'Soviet Times' from the Pecci Centre's and other collections 
“Beyondtheimage”, Музей Стеделек, Амстердам, Нідерланди
2019
“30 Jahre Barbara Gross Galerie Teil 2”, галерея Barbara Gross, Мюнхен, Німеччина
“We love Photography!”, фотографічна фундація “Deutsche Börse”, Ешборн, Німеччина (куратор — Мартін Парр)
“30 Years of Dutch Courage”, галерея “Cokkie Snoei”, Роттердам, Нідерланди
“OSMOSCOSMOS”, Центр фотографії, Женева, Щвейцарія (куратори —  Йорг Бадер, Олександра Шлюссер)
"PHOTO: The First Survey of All Photographic Works Made by Artists for Parkett since 1984", виставковий простір "Parkette", Цюріх, Швейцарія
“Selbstsicht”, Музей Шпренгеля, Ганновер, Німеччина (кураторка — Ольга Невзорова)
"1989 – CultureandPolitics", Національний музей, Стокгольм, Швеція (куратори — Пер Хедстрьом, Лєна Ерікссон, Естелле аф Мальмборг)
France Hals Museum 
2019 -2000— "Manifestarevisited", Міжнародна фундація "Манфіеста", Амстердам, Нідерланди
2018
Par amour du jeu 1998-2018, Les Magasins généraux, Pantin, France
Another Kind of Life. Photography on the Margins, Barbican, London, UK
2017
La Révolution est morte. Vive la Révolution !, Kunstmuseum Bern, Bern, Switzerland
The Inner Skin - Art and Shame, Marta Herford, Germany
Çanakkale Art Walk 2017: Homeland, Kunsthalle Osnabrück, Osnabrück, Germany
2016
Dancing with Myself - Self-portrait and Self-invention - Works from the Pinault Collection, Museum Folkwang, Essen, Germany
Kollektsia ! Art contemporain en URSS et en RUSSIE 1950-2000, Centre Pompidou, Paris, FranceTransiciones, Círculo de Bellas Artes, Madrid, Spain (Curator: Alexis Fabry)
Galeristes, Galerie Suzanne Tarasieve, Carreau du Temple, Paris, France
Landscapes and People, Albertina Museum, Vienna, Austria
2015
The Probelm of God, Kunstsammlung NRW, K21 Ständehaus, Düsseldorf, Germany
Faces Now, Portraits photographiques européens depuis 1990, Bozar, Brussels, Belgium (Curator: Frits Gierstberg)
This is war!, Palazzo del Monte di Pietà, Padua, Italy (Curator: Walter Guadagnini)
Manifest Intention. Drawing In All Its Forms, Castello di Rivoli, Turin, Italy (Curators: Beatrice Merz, Marianna Vecellio)
Sense (Un)Certainty - A Private Collection, Kunsthaus Zürich, Zürich, Switzerland
Ontheemd, 150 jaar sociale fotografie, OCMW - Maagdenhuismuseum, Antwerp, Belgium
2014
-Manifesta 10, The State Hermitage Museum, St. Petersburg, Russia
-Kyiv Platform for Contemporary Art: Through Maidan and Beyond,      Architekturzentrum Wien, Vienna, Austria
-After the Victory, Ermilov Centr, Kharkov, Ukraine
-Intractable and Untamed: Documentary Photography around 1979, Museum Ludwig, Cologne, Germany
-Playgrounds, Museo Reina Sofia, Madrid, Spain
-Gallery Artists Show, ShugoArts, Tokyo, Japan
-Prix Pictet – Consumption, Bernheimer Fine Art Photography, Munich, Germany
-The Ukrainians, daadgalerie, Berlin, Germany
-Unseen Existence: Dialogues with the Environment in Contemporary Art, Hong Kong Arts Centre, Hong Kong, China
-Primrose: Early Colour Photography in Russia, The Photographers Gallery, London, United Kingdom
2013
-À triple tour : collection Pinault, La Conciergerie, Paris, France
-Théâtre du monde, La Maison rouge, Paris, France
-Russisches Berlin, Central Exhibition Hall, Perm, Russia
-The ShugoArts Show, ShugoArts, Tokyo, Japan
-The Desire for Freedom - Arte in Europa dal 1945, Palazzo Reale, Milan, Italy
-Expansion Of The Object, Moscow museum of modern art - MMOMA, Moscow, Russia
-Riotous Baroque: From Cattelan to Zurbarán, Guggenheim Museum,Bilbao, Spain (Curator: Bice Curiger)
-Quartiers d’été de la collection Bernard Magrez, Villa Roches Brunes, Dinard, France
-Ukrainian News, Centre for Contemporary Art Ujazdowski Castle, Warsaw, Poland
-Primrose, Fotografiemuseum Amsterdam, Amsterdam, Netherland
-This Infinite World, Fotomuseum Winterthur, Winterthur, Germany
-Critique and Crises, Art in Europe Since 1945, Kumu Art Museum, Tallinn
-Ukraine: Expropriation, Grinberg Gallery, Moscow, Russia
-We Fragment, Collect and Narrate - Cultuurcentrum Mechelen, Mechelen
-Critique and Crises. Art in Europe since 1945, Kumu Art Museum – Art Museum of Estonia, Tallin, Estonia
2012
-Nackte Männer. Von 1800 bis heute, Leopold Museum, Vienna, Austria
-9th Shanghai Biennal, Shanghai, China
-“Verführung Freiheit. Kunst in Europa seit 1945“, Deutsches Historisches Museum Berlin, Berlin, Germany
-C’est la vie - Das ganze Leben, Der Mensch in Malerei und Fotografie, Deutsches Hygiene Museum, Dresden, Germany
Reality Bites, The document in contemporary art - Works from Kiasma collection, Kiasma, Museum of Contemporary Art, Helsinki, Finland
Theatre Of The World, MONA - Museum of Old and New Art, Hobart Tasmania, Australia
-Gaiety Is The Most Outstanding Feature Of The Soviet Union, Saatchi      Gallery, London, England
-Junge Menschen, Fotomuseum Winterthur, Winterthur, Switzerland
-Everything Was Moving: Photography from the 60s and 70s, Barbican Art Gallery, London, England
-Durchsucht, fixiert, geordnet, Museum für Gegenwartskunst Siegen, Germany
-La Belle & la Bête, Institut Culturel Bernard Magrez, Bordeaux, France
-Fotofestival Mannheim Ludwigshafen Heidelberg, Heidelberger Kunstverein, Heidelberg, Gemany
-2nd Ural Industrial Biennial Of Contemporary Art - Production Of Meanings, Ural Industrial Biennial,Iekaterinbourg, Russia
-Riotous Baroque - From Catelan to Zurbarán - Manifestations of Precarious Vitality, Kunsthaus Zurich, Zurich, Switzerland
-Arsenale 2012 - Ukrainian Biennale of Contemporary Art, Kiev, Ukraine
-Fremde Überall - Foreigners Everywhere, (from Collection Pomeranz), Jüdisches Museum, Vienna, Austria (Curator: Ami Barak)
-Visible / Invisible, Toyota Municipal Museum of Art, Toyota, Japan
Revolution vs Revolution, Beirut Art Centre, Beirut, Libanon
The World belongs you, François Pinault Foundation, Palazzo Grassi, Venice, Italy
2011
People and the City, WINZAVOD Centre for Contemporary Art, Moscow, Russia (UniCredit Art Collection)
Photography Calling, Sprengel Museum Hannover, Germany
New Documentary Forms, Tate Modern, London, England
The world belongs to you, Palazzo Grassi, Venice, Italy
8. Mercosul Bienniale, Brazil
6th Curitiba Biennial, Curitiba, Brazil
Ostalgia, New Museum, New York, USA
Kunstverein Landau, Landau, Germany
Aires de jeu, champs de tensions, Pavillon Populaire, Montpellier, France (Curator: Monika Faber)
Investigations of a Dog, Works from the FACE Collections, Magasin 3, Stockholms Konsthall, Stockholm, DESTE Foundation, Athens, Greece
Breaking News, Fukushima and the consequences, KW Institute for Contemporary Art, Berlin, Germany
Cómo nos miran, CGAC, Centro Galego de Arte Contemporanea, Santiago de Compostela, Spain
2010
Les recherches d’un chien, La Maison Rouge / Fondation Antoine de Galbert, Paris, France
Arbeit / Labour – Set 7 from the Collection and Archive of the Fotomuseum Winterthur, Fotomuseum Winterthur, Zürich, Switzerland
Realismus – das Abenteuer der Wirklichkeit. Courbet – Hopper – Gursky, Kunsthalle Emden, Emden, Germany
Sexuality and transcendence, Pinchuk Art Center, Ukraine
Investigations of a Dog, works from FACE Collections, Ellipse Foundation, Cascais, Portugal
Photo I, Photo You, Calvert 22, London, UK
Four Perspectives through the Lens : Soviet Art Photography in the 1970 – 1980, The Lower Dodge Gallery, New Jersey, USA
ZEITmagazin Ausstellung, Alsterhaus Hamburg, Hamburg, Germany
1989. Ende der Geschichte oder Beginn der Zukunft?, Kunsthalle Wien, Vienna, Austria
1989, Villa Schöningen, Potsdam, Germany
2009
Four Perspectives Trough th Lens : Soviet Art Photography in the 1970s – 1980s, Jane Voorhees Zimmerli Art Museum, New Jersey, USA
Movie Painting, National Center For Contemporary Art (NCCA) - Moscow Branch, Moscow, Russia
Born in the USSR – Russische Kunst aus Deutschland, Lichthof des Auswärtigen Amtes, Berlin, Germany
Zeigen. Eine Audiotour durch Berlin von Karin Sander, Temporäre Kunsthalle Berlin, Berlin, Germany
Shoot, Parco Factory, Tokyo, Japan
1968. Die Große Unschuld, Kunsthalle Bielefeld, Bielefeld
Printed Matter - Set 6 aus der Sammlung des Fotomuseum Winterthur, Fotomuseum Winterthur, Winterthur, Switzerland
Investigations of a Dog, works from FACE Collections, Foundazione Sandretto Re Rebaudengo, Turin, Italy
2008
Helga De Alvear im Dialog mit Harald Falckenberg, Sammlung Falckenberg, Kulturstiftung Phoenix Art, Hamburg, Germany
La Ilustracion total.Rte Conceptual de Moscu 1960-1990 - Fundación Juan March, Madrid, Spain
Efter Eisenstein, Lunds konsthall, Lunds, Sweden
Real. Fotografien aus der Sammlung der DZ Bank/Photographs from the Collection of the DZ Bank, Städel Museum, Frankfurt, Germany
Die totale Aufklärung. Moskauer Konzeptkunst 1960–1990, Schirn Kunsthalle Frankfurt, Germany
Fluid Street-alone, together, Kiasma Museum of Contemporary Art, Helsinki, Finland
Liebe. Love. Paare - Gustav-Lübcke-Museum, Hamm, Germany
Are You Close Enough?, Galerie West, The Hague, Netherlands
Glück – Welches Glück, Deutsches Hygiene-Museum Dresden, Dresden, Germany
2007
Hot + Bothered: Looking at the Landscape/Thinking about the World, Pace/MacGill Gallery, New York, USA
What does the jellyfish want?, Museum Ludwig, Cologne, Germany
Poem about an Inland Sea, Venice Biennale, Ukrainian Pavilion, Venice, Italy (Curator: Peter Doroshenko)
Der Kontrakt des Fotografen, Museum Morsbroich, Leverkusen, Germany
2006
Der Kontrakt des Fotografen, Akademie der Künste, Berlin, Germany
In the Face of History: European Photographers in the 20th Century, Barbican Art Gallery, London, UK
Twilight-Photography in the Magic Hour, Victoria and Albert Museum, London, UK
Die Schönheit der Chance, Institut für moderne Kunst, Nürnberg, Germany
Berlin-Tokyo/Tokyo-Berlin. Die Kunst zweier Städte, Neue Nationalgalerie, Berlin, Germany
Toucher l’indicible, Centre régional d’art contemporain, Languedoc-Roussillon, France
Tokyo-Berlin/Berlin
-Tokyo, Mori Art Museum, Roppongi Hills, Tokyo, Japan
2005
Circa Berlin, Nikolaj, Copenhagen Contemporary Art Center, Denmark
Minimalist Kitsch & Visionäre Sammlung Vol.1, Haus Konstruktiv, Zürich, Germany
Rundlederwelten, Martin Gropius Bau, Berlin, Germany
Motor Blues, Fotografien aus der Schenkung AutoWerke von BMW Financial Services, Museum der bildenden Künste Leipzig, Leipzig, Germany
Information/Transformation, Extra City Center for Contemporary Art, Antwerp, Netherlands
2004
Verworpenen en Zondaskinderen, De Hallen Harlem, Netherlands
Social Creatures. How Body becomes Art / Soziale Kreaturen. Wie Körper Kunst wird, Sprengel Museum Hanover, Germany
The Beauty of Darkness, Reflex Modern Art Gallery, Amsterdam, Netherlands
Berlin-Moskau / Moskau-Berlin 1950-2000, Staatliche Tretjakow-Galerie, Moscow, Russia
Photo Exhibition, Barbara Gross Galerie, Munich, Germany
Fotografia Verbal: Ilya Kabakov, Boris Mikhaïlov, Museuserralves, Museu de Arte Contamporanea, Porto, Portugal
Privatisierungen. Zeitgenössische Kunst aus Osteuropa, KW Institute for Contemporary Art, Berlin, Germany
Channel Zero, Netherlands Media Arts Institute/Montevideo TBA, Amsterdam, Netherlands
Dorf in die Metropole - Rohkunstbau in Berlin, Studio 1, Künstlerhaus Bethanien, Berlin, Germany
Architektur der Obdachlosigkeit. Biss zu Gast in der Berlinischen Galerie, Berlinische Galerie, Berlin, Germany
Manifesta 5, Donostia-San Sebastian, Spain
2003
Witness. Contemporary Artists document our Time, Barbican Gallery, London, UK
Cruel + Tender, The Real in the Twentieth-Century Photograph, Tate Modern, London, UK
Warum, Martin-Gropius-Bau, Berlin, Germany
Berlin/Moskau, Moskau/Berlin 1950-2000, Martin-Gropius-Bau, Berlin, Germany
Mircro Politicas (3). Arte Y Cotidianidad, Espai D‘Art Contemporani De Castello, Castello, Italy
Traumfabrik Kommunismus, Schirn Kunsthalle, Frankfurt/Main, Germany
Auf der Suche nach Identität. Boris Mikhaïlov und Studierende der HGB Leipzig, Hochschule für Grafik und Buchkunst, Leipzig, Germany
Architektur der Obdachlosigkeit, Pinakothek der Moderne, Munich, Germany
Auf der Suche nach Identität. Boris Mikhailov und Studierende der HGB Leipzig, Hochschule für Grafik und Buchkunst, Leipzig, Germany
cruel + tender / zärtlich + grausam. Fotografie und das Wirkliche, Museum Ludwig, Cologne, Germany
2002
Sand in der Vaseline. Künstlerbücher II, 1980-2002, Kaiser Wilhelm Museum, Krefeld, Germany
2001
From the 60 until now..., Museum of Modern Art, New York, USA
The Citibank Private Bank Photography Prize 2001, The Photographer's Gallery, London, UK
Remake Berlin, DAAD Galerie, Berlin, Germany
Home/Homless, Bo01 City of Tomorrow, Malmö, Sweden
Remake Berlin, Internationale de la Photographie d'Arles 2001, Arles, France
Trade, Fotomuseum Winterthur, Switzerland
Autowerke, Franz Hals Museum, Haarlem, Netherlands
2000
Remake Berlin, Fotomuseum Winterthur, Switzerland
12th Biennale of Sydney, Sydney, Australia
Museum für Zeitgenössische Kunst, Ljubiljana, Slovenia
Positions Attitudes Actions, Social and Political Commitment in Photography, Foto Biennale Rotterdam, Netherlands
How you look at it. Fotografien des 20. Jahrhunderts, Sprengel Museum, Hannover and Städelsches Kunstinsti- tut, Frankfurt, Germany
BMW Collection: Autowerke, Hamburg, Munich, Germany
Global Conceptualism. Points of Origin, 1950s-1980s, MIT, Cambridge, UK
After the Wall, Kunst und Kultur im postkommunistischen Europa, Ludwig Museum Budapest and Hamburger Bahnhof, Berlin, Germany
1999
Future is Now, Ukrainische Kunst in den Neunzigern, Museum of Contemporary Art, Zagreb, Croatia
After the Wall, Kunst und Kultur im postkommunistischen Europa, Moderna Museet, Stockholm, Sweden
Ich und die Anderen, Ursula Blickle Stiftung, Karlsruhe; Münchener Stadtmuseum, Munich, Germany
Global Conceptualism: Points of Origin, 1950s–1980s, Queens Museum of Art, New York; Walker Art Center, Minneapolis; Miami Art Museum, Miami; Vancouver; MIT, Cambridge, USA
1998
Nobuyoshi Araki & Boris Mikhailov, Galerie Satani, Tokyo, Japan
Richard Billingham & Boris Mikhailov, Galerie Barbara Gross, Munich, Germany
1996
Russian Jewish Artists in a Century of Change: 1809–1990, The Jewish Museum, New York, USA
10th Biennale of Sydney, Sidney, Australia
1995
If I were a German…, Galerie in der Brotfabrik und Galerie Andreas Weiss, Berlin, Germany
Zeitgenössische Russische Fotografie, Akademie der Künste, Berlin and Neuer Berliner Kunstverein, Berlin, Germany
1994
Photo-reclamation, Photographers’ Gallery, London, John Hansard Gallery and University of Southhampton, United Kingdom
1993
New Photography 9, The Museum of Modern Art, New York, USA
1992
Herbarium, The Photographic Experience in Contemporary Russian Art, Kunsthalle Exnergasse, Vienna, Austria
1991
Carnegie International, The Carnegie Museum, Pittsburgh, USA
Photo Manifesto, Museum of Contemporary Art, Baltimore, USA
1990
Internationale Biennale der Photographie, Turino, Italy
1989
Ny Sovjetisk Fotografi, Museet for Fotokunst, Odense, Denmark

## Авторские книги и Каталоги
- Mikhailov, Boris. Am Boden / By the Ground / Die Dämmerung / At Dusk /,Köln, Oktagon, 1996.
- Mikhailov, Boris.Die Dämmerung / At Dusk / Köln,Oktagon, 1996.
- Mikhailov, Boris.Unfinished dissertation. Zurich, Scalo, 1998.
- Mikhailov, Boris.Case History. Zurich, text- Boris and Vita Mikhailov, Ilja Kabakov and Victor Tupitsyn, Scalo Verlag, 1998.
- Mikhailov, Boris. äußere Ruhe (Drucksache N. F. 4). Dusseldorf, Richter, 2000.
- Boris Mikhailov Dance(text B.Groys)The Hassebllad Award 2000,Hasselblad Center, Göteborg
- Mikhailov, Boris.Salt Lake.Gottengen, text Friedrich Meschede, Steidl Verlag, 2002.
- Mikhailov, Boris.Look at Me I Look at Water. Göttingen, Setidel Verlag, 2004.
- Mikhailov, Boris.Crimean Snobbism.Токyo, Rat Hole Gallery, 2006.
- Mikhailov, Boris.Suzi et cetera. Köln, Verlag der Buchhandlung Walter König ; New York: D.A.P., 2007.
- Mikhailov, Boris.Yesterday's sandwich.text-Boris and Vita Mikhailov, London, Phaidon, 2009.
- Mikhailov, Boris.Maquette Braunschweig.Göttingen, Steidl Verlag, 2010.
- Mikhailov, Boris.Tea Coffee Cappuccino. Köln, Walther König, 2011.
- Mikhailov, Boris. The Wedding. text— Adrian Searle.London, Morel Books, 2011.
- Mikhailov, Boris.Bücher Books. Structures of Madness, or Why Shepherds Living in the Mountains Often Go Crazy / Photomania in Crimea. Köln, Walther König Verlag, 2013.  Mikhailov, Boris. Krymskaja fotomanija.Köln, Walther König Verlag, 2013.
- Mikhailov, Boris.I am not I.text- Simon Baker, London, Morel Books, 2015
- Mikhailov, Boris.Arles, Paris...and.text - Chantal Pontbriand, Suzanne Tarasieve gallery, Paris, 2015.
- Mikhailov, Boris.Diary. text- Francesco Zanot, Köln Walther König Verlagб 2016.
- Mikhailov, Boris.Japan. Göttingen, Steidl Photography International, 2017.
- Mikhailov, Boris.Parliament. text-Peter Doroshenko, Ilya&Emilia Kabakov,Lilia Kudelia, Juergen Teller Kиїв, Родовiд, 2017.
- Mikhailov, Boris.Suzi et cetera (Part 2). Palermo: 89 books, 2019.
- Mikhailov, Boris.Yesterday's sandwich II.Токyо: Super Labo, 2019.
- Mikhailov, Boris. Temptation of Life. Berlin: Holzwarth Publications, 2020.
- Mikhailov Boris .Series of Four /Serie von Vier, text-Luisa Heese, Staatliche Kunsthalle Baden-Baden,Walther König Verlag, Köln,2019
- David Teboul, Boris Mikhaïlov / I’ve been here once before, Ed. Hirmer & Les Presses du Réel (artist book)
- Brigitte Kölle (Hrsg.): Boris Michaijlov. Stuttgart, 1995, ISBN 3-89611-001-2
- Inka Schube (Hrsg.): Wenn ich ein Deutscher wäre…, Dresden, 1995, ISBN 3-364-00352-1
- Wolfgang Storch (Hrsg.): Äußere Ruhe. In: IG Druck-Sache: Informationen der Industriegewerkschaft Druck und Papier für die Kolleginnen und Kollegen der GWP. N.F., 4. Düsseldorf, 2000. ISBN 3-933807-21-2
- Urs Stahel (Hrsg.): Eine Retrospektive. text-Inka Schube, Helen Petrovsky,Mikhail Shishkin, Ekaterina Degot, Ausstellungskatalog, Zürich, 2003, ISBN 9783908247722
- Margarita Tupitsyn et al.: Ilya Kabakov, Boris Mikhailov and the Moscow Archive of New Art. Serralves, 2004, ISBN 9789727391332
- Berlinische Galerie (Hrsg.): Boris Mikhailov, time is out of joint. Ausstellungskatalog, Berlin, 2010, ISBN 978-3-942405-64-5
- Inka Schube (Hrsg.): Boris Mikhailov, Bücher, Books. Köln, 2013, ISBN 978-3-86335-303-2
- Boris Mikhailov: Kaiserringträger der Stadt Goslar 2015, text Udo Kettelman,Mönchehaus Museum Goslar, 2015

## Награды
- 1996  Coutts Contemporary Art Foundation Award, Zürich
- 1997 Премия Альберта Ренгера-Патча
- 2000 Премия «Хассельблад», Гётеборг, Швеция
- 2000 “Le prix du Livre de Photographie des Recontres Internationales de la Photographie d’Arles 2000 », Arles, France
- 2001 Citibank Fotografie-Preis
- 2001 Foto-Buchpreis der Krazna-Krausz-Stiftung, London (Kraszna-Krausz Book Award)
- 2003  General Satellite corporation art prize
- 2012  Spectrum - Internationaler Preis für Fotografie der Stiftung Niedersachsen
- 2015  Goslarer Kaiserring